# 665-й истребительно-противотанковый артиллерийский полк
665-й истребительно-противотанковый артиллерийский Штеттинский Краснознамённый полк Резерва Главного Командования — воинское формирование РККА ВС СССР, принимавшее участие в Великой Отечественной войне.
Сокращённое наименование воинской части — 665 иптап РГК. Периоды вхождения в действующую Красную армию: 25 июня 1941 года — 26 марта 1943 года, 19 апреля 1943 года — 18 мая 1944 года, 21 июля 1944 года — 9 мая 1945 года.

## История
Полк артиллеристов начал формироваться в городе Кирсанов Орловского военного округа, в апреле 1941 года, под наименованием 665-й артиллерийский полк, но полностью сформирован не был. В мае этого же года полк был переформирован в 665-й противотанковый артиллерийский полк и вошёл в состав 4-й противотанковой артиллерийской бригады РГК (КОВО, город Проскуров). Полк состоял из командования, 3-х полевых дивизионов и 3-х зенитных дивизионов, имея на основном вооружении: 76-мм пушек — 36, 85-мм зенитных пушек — 24, 37-мм пушек МЗА — 8.
В январе 1942 года 4-я противотанковая артиллерийская бригада, приказом НКО № 00123 от 24 декабря 1941 года, была расформирована, а полк был переформирован в 665-й артиллерийский полк ПТО РГК по штату № 08/56, численностью 543 человека, в составе пяти батарей 76-мм пушек и одной зенитной батареи 37-мм пушек.
В апреле 1942 года полк был переименован в 665-й лёгкий артиллерийский полк РГК.
В июне 1942 года полк был переименован в 665-й истребительно-противотанковый артиллерийский полк РГК и полностью сформирован в августе 1942 года под Сталинградом. На вооружении полка были 20 орудий 76-мм образца 1939 года.
В апреле 1943 года полк был доформирован и 26 апреля введён в состав  вновь формируемой 15-й отдельной истребительно-противотанковой артиллерийской бригады РГК.
По приказу 15 оиптабр РГК № 033 от 7 июня 1944 года 665-й иптап доформировался и перешёл на штат № 08/597. В штат полка была введена 6-я батарея и на вооружение взамен 20 пушек 76-мм получены 24 пушки ЗИС-2 57-мм.

## Участие в боевых действиях
12 июля 1941 года в селе Мовчаны, около города Копайгород, первый дивизион полка вступил во встречный бой с наступающим противником. С молниеносной быстротой дивизион с марша развернулся и с расстояния 300—400 метров открыл огонь по движущейся колонне противника. В результате боя дивизион уничтожил 9 танков, 18 бронемашин, 60 автомашин с грузами, потеряв при этом один орудийный расчёт.
14 декабря 1942 года полк прибыл в состав 51-й армии на станцию Абганерово и, совершив более чем стокилометровый марш, с хода вступил в бой, рассредоточив свои батареи на широком фронте, поддерживая боевые порядки 62-й и 17-й механизированных бригад, 13-го танкового корпуса, 302-й и 126-й стрелковых дивизий. За период с 18 по 29 декабря полк уничтожил: 1 танк, 3 орудия, 4 станковых пулемёта, 9 автомашин и 200 человек пехоты, подбил: 5 танков, 8 автомашин, подавил: 1 артиллерийскую батарею, 1 миномётную батарею и 2 пулемёта.

## Подчинение
| Подчинение              | Подчинение            | Подчинение                           | Подчинение                              | Подчинение                                                          | Подчинение |
| Дата                    | Фронт (округ)         | Армия                                | Корпус                                  | Бригада                                                             | Примечания |
| ----------------------- | --------------------- | ------------------------------------ | --------------------------------------- | ------------------------------------------------------------------- | --- |
| 26.04.1943 — 10.07.1943 | Южный фронт           | -                                    | -                                       | 15-я отдельная истребительно-противотанковая артиллерийская бригада | резерв фронта |
| 10.07.1943 — 11.07.1943 | Южный фронт           | 5-я ударная армия                    | -                                       | 15-я отдельная истребительно-противотанковая артиллерийская бригада | форсирование реки Миус |
| 11.07.1943 — 09.08.1943 | Южный фронт           | 5-я ударная армия                    | 31-й гвардейский стрелковый корпус      | 15-я отдельная истребительно-противотанковая артиллерийская бригада | оборона на реке Миус |
| 09.08.1943 — 16.08.1943 | Южный фронт           | -                                    | -                                       | 15-я отдельная истребительно-противотанковая артиллерийская бригада | резерв фронта |
| 16.08.1943 — 16.09.1943 | Южный фронт           | 2-я гвардейская армия                | 1-й гвардейский стрелковый корпус       | 15-я отдельная истребительно-противотанковая артиллерийская бригада | наступление, форсирование реки Миус и преследование противника                                                                         |
| 16.09.1943 — 28.09.1943 | Южный фронт           | -                                    | -                                       | 15-я отдельная истребительно-противотанковая артиллерийская бригада | резерв фронта |
| 28.09.1943 — 05.10.1943 | Южный фронт           | 2-я гвардейская армия                | -                                       | 15-я отдельная истребительно-противотанковая артиллерийская бригада | наступление, в районе Большого Токмака                                                                                                 |
| 05.10.1943 — 10.10.1943 | Южный фронт           | -                                    | -                                       | 15-я отдельная истребительно-противотанковая артиллерийская бригада | резерв фронта |
| 10.10.1943 — 16.10.1943 | Южный фронт           | 28-я армия и 44-я армия              | -                                       | 15-я отдельная истребительно-противотанковая артиллерийская бригада | в обороне |
| 16.10.1943 — 24.10.1943 | Южный фронт           | 51-я армия                           | -                                       | 15-я отдельная истребительно-противотанковая артиллерийская бригада | форсирование реки Молочная и освобождение города Мелитополь                                                                            |
| 24.10.1943 — 05.11.1943 | 4-й Украинский фронт  | -                                    | 19-й танковый корпус                    | 15-я отдельная истребительно-противотанковая артиллерийская бригада | наступление |
| 05.11.1943 — 07.11.1943 | 4-й Украинский фронт  | 51-я армия                           | -                                       | 15-я отдельная истребительно-противотанковая артиллерийская бригада | в обороне на Перекопе |
| 07.11.1943 — 19.11.1943 | 4-й Украинский фронт  | -                                    | -                                       | 15-я отдельная истребительно-противотанковая артиллерийская бригада | резерв фронта |
| 19.11.1943 — 21.11.1943 | 4-й Украинский фронт  | -                                    | 2-й гвардейский механизированный корпус | 15-я отдельная истребительно-противотанковая артиллерийская бригада | в обороне, Никопольский плацдарм |
| 21.11.1943 — 24.11.1943 | 4-й Украинский фронт  | -                                    | 4-й гвардейский механизированный корпус | 15-я отдельная истребительно-противотанковая артиллерийская бригада | в обороне |
| 24.11.1943 — 09.01.1944 | 4-й Украинский фронт  | -                                    | 19-й танковый корпус                    | 15-я отдельная истребительно-противотанковая артиллерийская бригада | ликвидация Никопольского плацдарма |
| 09.01.1944 — 18.01.1944 | 4-й Украинский фронт  | -                                    | -                                       | 15-я отдельная истребительно-противотанковая артиллерийская бригада | ликвидация Никопольского плацдарма |
| 18.01.1944 — 22.01.1944 | 4-й Украинский фронт  | -                                    | 34-й стрелковый корпус                  | 15-я отдельная истребительно-противотанковая артиллерийская бригада | оборона на Никопольском плацдарме |
| 22.01.1944 — 23.01.1944 | 4-й Украинский фронт  | -                                    | -                                       | 15-я отдельная истребительно-противотанковая артиллерийская бригада | резерв фронта |
| 23.01.1944 — 08.04.1944 | 4-й Украинский фронт  | 51-я армия                           | -                                       | 15-я отдельная истребительно-противотанковая артиллерийская бригада | оборона и подготовка к наступлению на Крымском плацдарме за Сивашем                                                                    |
| 08.04.1944 — 10.04.1944 | 4-й Украинский фронт  | 51-я армия                           | 63-й стрелковый корпус                  | 15-я отдельная истребительно-противотанковая артиллерийская бригада | наступление, прорыв обороны на Сиваше, меж озёрные дефиле                                                                              |
| 10.04.1944 — 13.05.1944 | 4-й Украинский фронт  | -                                    | 19-й танковый корпус                    | 15-я отдельная истребительно-противотанковая артиллерийская бригада | наступление по освобождению Крыма |
| 13.05.1944 — 16.05.1944 | 4-й Украинский фронт  | Отдельная Приморская армия           | -                                       | 15-я отдельная истребительно-противотанковая артиллерийская бригада | - |
| 16.05.1944 — 03.07.1944 | -                     | -                                    | -                                       | 15-я отдельная истребительно-противотанковая артиллерийская бригада | Симферопольский учебный артиллерийский лагерь, учёба                                                                                   |
| 03.07.1944 — 07.07.1944 | -                     | -                                    | -                                       | 15-я отдельная истребительно-противотанковая артиллерийская бригада | переезд по железной дороге Симферополь — Шебекино                                                                                      |
| 07.07.1944 — 15.07.1944 | -                     | -                                    | -                                       | 15-я отдельная истребительно-противотанковая артиллерийская бригада | Волчанский учебный артиллерийский лагерь, учёба                                                                                        |
| 26.07.1944 — 31.08.1944 | 1-й Белорусский фронт | -                                    | -                                       | 15-я отдельная истребительно-противотанковая артиллерийская бригада | резерв фронта |
| 31.08.1944 — 22.12.1944 | 1-й Белорусский фронт | 48-я армия                           | -                                       | 15-я отдельная истребительно-противотанковая артиллерийская бригада | наступление в районе Острув-Мазовецка, преследование противника, форсирование реки Нарев и расширение Наревского плацдарма             |
| 22.12.1944 — 17.01.1945 | 2-й Белорусский фронт | -                                    | -                                       | 15-я отдельная истребительно-противотанковая артиллерийская бригада | резерв фронта |
| 17.01.1945 — 06.02.1945 | 2-й Белорусский фронт | 3-й гвардейский кавалерийский корпус | -                                       | 15-я отдельная истребительно-противотанковая артиллерийская бригада | наступательные операции в Восточной Пруссии                                                                                            |
| 06.02.1945 — 08.02.1945 | 2-й Белорусский фронт | -                                    | -                                       | 15-я отдельная истребительно-противотанковая артиллерийская бригада | резерв фронта |
| 08.02.1945 — 03.03.1945 | 2-й Белорусский фронт | 49-я армия                           | -                                       | 15-я отдельная истребительно-противотанковая артиллерийская бригада | наступательные операции в Данцигском коридоре                                                                                          |
| 03.03.1945 — 08.03.1945 | 2-й Белорусский фронт | -                                    | -                                       | 15-я отдельная истребительно-противотанковая артиллерийская бригада | резерв фронта |
| 08.03.1945 — 03.04.1945 | 2-й Белорусский фронт | 65-я армия                           | -                                       | 15-я отдельная истребительно-противотанковая артиллерийская бригада | наступательные операции в по очищению предместных районов и самого города Данцига                                                      |
| 03.04.1945 — 14.04.1945 | 2-й Белорусский фронт | -                                    | -                                       | 15-я отдельная истребительно-противотанковая артиллерийская бригада | резерв фронта |
| 14.04.1945 — 15.05.1945 | 2-й Белорусский фронт | 70-я армия                           | -                                       | 15-я отдельная истребительно-противотанковая артиллерийская бригада | подготовка к наступлению, форсирование, реки Одер, наступательные операции в Западной Померании, завершение разгрома фашистских войск. |
| 15.05.1945              | 2-й Белорусский фронт | -                                    | -                                       | 15-я отдельная истребительно-противотанковая артиллерийская бригада | резерв фронта, Мальхинский артиллерийский лагерь                                                                                       |

## Командование полка

### Командиры полка
- Василенко Степан Игнатьевич (09.1942 — 25.04.1943), майор, подполковник
- Ижик Владислав Константинович (26.04.1943 — 5.08.1943), майор
- Юхимик Емельян Кириллович (22.08.1943 — 04.1946), гвардии подполковник

### Заместители командира по строевой части
- Пушкин Виктор Михайлович (10.1944 — ?), майор

### Военные комиссары (с 9.10.1942 заместители командира по политической части)
- Кандыба Николай Иосифович (До 05.1941) комиссар
- Серебряков Александр Иванович (05.1941 — ?), майор, подполковник

### Начальники штаба полка
- Милованов Павел Михайлович, капитан
- Савонов Иван Иосифович (? — 10.09.1942), капитан
- Ижик Владислав Константинович (01.1943 — 25.04.1943), майор
- Лукин Иван Григорьевич (08.1943 — 1944), капитан
- Голяков Иван Сергеевич (04.1944 — 10.1944), майор
- Красноярский Вениамин Петрович (10.1944 — ?), майор
- Зорин Дмитрий Васильевич (04.1945 — ?), гвардии подполковник

## Награды и почётные наименования
| Награда (наименование)              | Дата награждения                                                            | За что получена |
| ----------------------------------- | --------------------------------------------------------------------------- | --- |
| Почётное наименование «Штеттинский» | присвоено приказом Верховного главнокомандующего № 0108 от 4 июня 1945 года | в ознаменование одержанной победы и за отличие в боях за овладение городом Штеттин                                           |
| Орден Красного Знамени              | награждён указом Президиума Верховного Совета СССР от 9 января 1944 года    | за успешное выполнение боевых заданий командования на фронте борьбы с немецкими захватчиками и проявленные при этом доблесть |